# Vicent Sierra Sanz
Vicent Sierra Sanz (Bétera, 9 de setembre de 1914 - Bétera, 21 de gener de 2006) fou un futbolista valencià de les dècades de 1930 i 1940.

## Trajectòria
Es formà al club de la seva ciutat natal, on ingressà amb 16 anys. Cinc anys més tard fou fitxat pel Llevant FC, on hi romangué durant tres temporades. A continuació jugà dues temporades al Burjassot FC, i el 1940, acabada la Guerra, ingressà al València CF. Guanyà la Copa d'Espanya la temporada 1940-41 derrotant el RCD Espanyol a la final, i la lliga la temporada següent. L'any 1942 deixà València per fitxar pel FC Barcelona, club on jugà tres temporades, la primera a gran nivell, i on guanyà una nova lliga la temporada 1944-1945. L'any 1945 fitxà per l'Hèrcules CF, on jugà dues temporades, i el 1947 per l'Orihuela Deportiva, on feu de jugador i d'entrenador. Es va retirar l'any 1949, als 36 anys.